# Peter Luczak
Peter Luczak (Warschau, 31 augustus 1979) is een Australisch professioneel tennisser. Luczak is sinds 2005 actief als professional.
Luczak's beste prestatie tot op heden op de ATP-tour is het bereiken van de dubbelspelfinale van het ATP-toernooi van Buenos Aires in 2008 alsook in 2010. Beide finales gingen verloren.
In het enkelspel won hij ook twaalf challengers en vier futurestoernooien. 
Tijdens  de Commonwealth Games van 2010 in Delhi won Luczak met partner Paul Hanley de gouden medaille in het dubbelspel door in de finale het Engelse duo Ross Hutchins en Ken Skupski te verslaan met 6-4, 3-6 6-3. Luczak speelde voor zijn profcarrière college-tennis in de Verenigde Staten voor de universiteit van Fresno State.

## Palmares
| Legenda                       | Legenda               |
| ----------------------------- | --------------------- |
| Grand Slam                    |                       |
| Olympische Spelen             |                       |
| tot 2009                      | vanaf 2009            |
| Tennis Masters Cup            | ATP Finals            |
| ATP Masters Series            | ATP Tour Masters 1000 |
| ATP International Series Gold | ATP Tour 500          |
| ATP International Series      | ATP Tour 250          |

### Dubbelspel
| Nr.              | Datum            | Toernooi         | Ondergrond | Partner         | Tegenstanders in finale           | Score               | Details |
| ---------------- | ---------------- | ---------------- | ---------- | --------------- | --------------------------------- | ------------------- | ------- |
| Verloren finales |                  |                  |            |                 |                                   |                     |         |
| 1.               | 24 februari 2008 | ATP Buenos Aires | Hardcourt  | Werner Eschauer | Agustín Calleri Luis Horna        | 6-0, 6-7(6), [2-10] | Details |
| 2.               | 21 februari 2010 | ATP Buenos Aires | Hardcourt  | Simon Greul     | Sebastián Prieto Horacio Zeballos | 6-7(4), 3-6         | Details |

## Prestatietabel
| Legenda | Legenda                          |
| ------- | -------------------------------- |
| g.t.    | geen toernooi gehouden           |
| l.c.    | lagere categorie                 |
| –       | niet deelgenomen                 |
| G       | uitgeschakeld in de groepsfase   |
| 1R      | uitgeschakeld in de eerste ronde |
| 2R      | uitgeschakeld in de tweede ronde |
| 3R      | uitgeschakeld in de derde ronde  |
| 4R      | uitgeschakeld in de vierde ronde |
| KF      | uitgeschakeld in de kwartfinale  |
| HF      | uitgeschakeld in de halve finale |
| F       | de finale verloren               |
| W       | het toernooi gewonnen            |
| w-v     | winst/verlies-balans             |

### Prestatietabel grand slam, enkelspel
| Toernooi        | 2003 | 2004 | 2005 | 2006 | 2007 | 2008 | 2009 | 2010 | 2011 |
| --------------- | ---- | ---- | ---- | ---- | ---- | ---- | ---- | ---- | ---- |
| Australian Open | 3R   | 1R   | 1R   | 3R   | 1R   | 2R   | –    | 1R   | 1R   |
| Roland Garros   | –    | –    | 1R   | –    | 1R   | 1R   | –    | 1R   | –    |
| Wimbledon       | –    | –    | –    | –    | –    | –    | –    | 2R   | –    |
| US Open         | –    | –    | 1R   | –    | 1R   | –    | 1R   | 1R   | –    |

### Prestatietabel grand slam, dubbelspel
| Toernooi        | 2002 | 2003 | 2004 | 2005 | 2006 | 2007 | 2008 | 2009 | 2010 | 2011 |
| --------------- | ---- | ---- | ---- | ---- | ---- | ---- | ---- | ---- | ---- | ---- |
| Australian Open | 1R   | 1R   | –    | 2R   | 1R   | 1R   | 1R   | 1R   | 2R   | 1R   |
| Roland Garros   | –    | –    | –    | –    | –    | –    | –    | –    | 2R   | –    |
| Wimbledon       | –    | 2R   | –    | –    | –    | –    | –    | –    | 1R   | 1R   |
| US Open         | 2R   | –    | –    | –    | –    | –    | –    | –    | –    | –    |